# Линдси (Линкольншир)
Ли́ндси (англ. Lindsey, др.-англ. Lindesege) — историческая область Англии корнями уходящая во времена англосаксов. В то время существовало королевство Линдси. Со временем вошло в состав графства Линкольншир как одна из трёх административных частей, занимая северную часть графства. В это время его административным центром был город Линкольн. С 1974 территория всё так же входит в состав Линкольншира, но уже в виде округов Восточный Линдси и Западный Линдси.

## Правители
- Винта (V век)
- Креода (до 593 года)
- Квельдгильс (593—610)
- Кэдбеда I (610—624)
- Бубба (625—640)
- Кэдбеда II (640—675)
- Бископ (675—725)
- Энфрид (725—750)
- Этта (750—786)
- Элдфрит (786—796)